# Enzo Maiorca
Enzo Maiorca (Siracusa, Sicilia, 21 de junio de 1931-13 de noviembre de 2016) fue un político, autor y apneísta italiano, que cuenta con algunos récords del mundo.

## Biografía
Aprendió a nadar a los 4 años y no tardó en comenzar sus actividades subacuáticas, a pesar de temerle al mar (como él mismo confesaría). Desde joven mostró una gran pasión por los deportes acuáticos como el buceo o el remo; incluso también incursionando en la gimnasia deportiva. Por aquella época, también le gustaba practicar la pesca submarina a profundidades de entre 3 y 4 m; no obstante su respeto por la naturaleza y los seres vivos lo llevaron a renunciar a ese tipo de actividades.
Uno de sus amigos le mostraría un artículo sobre el récord de profundidad de aquella época de 41 m; el cual había sido logrado por los campeones de pesca submarina Ennio Falco y Alberto Novelli, los cuales se lo habían arrebatado al entonces portador Raimundo Bucher. En el verano de 1956, Maiorca, motivado por aquel artículo, decide entrar en competiciones de apnea.
En 1960 logra romper el récord mundial, al alcanzar los 45 m de profundidad y batiendo al brasileño Amerigo Santarelli, quien en septiembre de ese mismo año vuelve a recuperar el título con una profundidad de 46 m. Para noviembre de ese mismo año Maiorca alcanza los 49 m. Comenzando una era que lo mantendría en la élite mundial durante 16 años, hasta 1976 cuando decide abandonar el deporte.
En 1988 impulsado por sus hijas Patrizia y Rossana (célebres en el mundo de la apnea debidos a una serie de récords mundiales), logra alcanzar su último récord de 101 m.
Durante su carrera como apneísta, Enzo Maiorca contó con algunos rivales históricos como Amerigo Santarelli (quien se retiró en 1963), luego Teteke Williams, Robert Croft y Jacques Mayol.
A su vez en 1978 participó en una expedición científica en el Triángulo de las Bermudas. En junio de 1990 participó en experimentos del centro de fisiología y patologías de las inmersiones de la Universidad de Buffalo en Estados Unidos, dirigido por el profesor Lungdreen.
Desde el año 1994 a 1996 fue además senador en las listas de Alianza Nacional.
En 1988 Luc Besson lleva a la pantalla la rivalidad entre Enzo Maiorca y Jacques Mayol con el rodaje de la película Le Grand Bleu.
Pocos meses antes de fallecer, graba en Barcelona, España, un anuncio para el iPhone 7 de Apple, saltando desde una plataforma de salto trampolín olímpico. 
Enzo Maiorca era vegetariano. Fallece en Siracusa a los 85 años.

## Récords

### Peso variable
| Año  | Mes        | Profundidad |
| ---- | ---------- | ----------- |
| 1960 | septiembre | 45m         |
| 1960 | noviembre  | 49m         |
| 1962 | agosto     | 51m         |
| 1964 | agosto     | 53m         |
| 1965 | agosto     | 54m         |
| 1966 | noviembre  | 62m         |
| 1967 | septiembre | 64m         |
| 1968 | agosto     | 69m         |
| 1969 | agosto     | 72m         |
| 1970 | agosto     | 74m         |
| 1971 | agosto     | 77m         |
| 1972 | agosto     | 78m         |
| 1973 | agosto     | 80m         |
| 1974 | septiembre | 87m         |
| 1986 |            | 91m         |
| 1987 |            | 94m         |
| 1988 |            | 101m        |

### Peso constante
| Año  | Mes        | Profundidad            |
| ---- | ---------- | ---------------------- |
| 1961 | agosto     | 50m                    |
| 1972 | agosto     | 57m                    |
| 1973 | agosto     | 58m                    |
| 1976 | septiembre | 60m                    |
| 1978 |            | 52m (nuevo reglamento) |
| 1979 |            | 55m                    |

## Reconocimientos
Gracias a su gran actividad deportiva, Maiorca ha recibido prestigiosos reconocimientos:
- Medalla de oro al valor atlético por el presidente de la República (1964)
- Tridente de oro de Ustica
- Premio literario del C.O.N.I. por su libro "A capofitto nel turchino" (1976)
- Estrella de oro al mérito deportivo del C.O.N.I.
- Medalla de oro al mérito de marina (no solo por el deporte sino también por la defensa del medio ambiente, 2006)
- Al cumplir los 80 años se le confiere el premio de la fiesta de la Marinería

## Obras
Como escritor y autor de algunos libros:
- A capofitto nel turchino: vita e imprese di un primatista mondiale. Milano, ed. Mursia, 1977.
- Sotto il segno di Tanit. Milano, Rizzoli, 1980.
- Scuola di apnea - Immergiamoci con il più grande subacqueo di tutti i tempi, fotografie e consulenza tecnica di Guido Picchetti. Roma, ed. La Cuba, 1982.
- Il Mare con la M maiuscola. Lights, 2001.
- Sotto il segno di Tanit, Milano, Mursia, 2011 ISBN 9788842548799